# Caloria
A caloria é uma unidade de medida de energia, cujo símbolo mais comum é cal. É geralmente usada para expressar quantidades de calor.
Por razões históricas, o termo "caloria" e o símbolo "cal" tem designado duas unidades bem diferentes: a caloria grande, basicamente a energia necessária para elevar em 1 grau Celsius a temperatura de 1 quilograma de água; e a caloria pequena, a energia necessária para obter esse efeito em 1 grama de água. Ou seja, a primeira unidade é 1000 vezes a segunda.
A caloria grande é a mais difundida hoje em dia, pois é usada em nutrição e áreas afins para expressar o conteúdo energético de alimentos e bebidas, bem como a quantidade total de energia alimentar recomendada ou consumida, e o nível de metabolismo. Alguns autores e órgãos, especialmente nos Estados Unidos, escrevem seu nome e o símbolo com "C" maiúsculo (Caloria, Cal) para distingui-la da caloria pequena; porém, esta convenção é pouco usada.
A caloria pequena era usada principalmente em química e física para expressar a energia envolvida em reações químicas e mudanças de estado, como fusão ou dissolução. Nesse contexto, a caloria grande era chamada quilocaloria, com o símbolo kcal. Porém, nestes campos ela vem sendo abandonada e substituída pelo joule (J), a unidade padrão de energia do Sistema Internacional de Unidades (SI).
A equivalência entre caloria e joule é confusa, pois ao longo dos anos foram propostas várias definições precisas da primeira, resultando em valores diferentes. Em nutrição e áreas afins é geralmente usado o valor 4184 J ou 4,184 kJ para a caloria grande (Cal, kcal). Em engenharia tem-se usado o valor 4,1868 J para a caloria pequena (cal).

## História

### Definições da caloria
Na definição original de Nicolas Clément, em 1819, uma "caloria" (em francês, calorie) era a quantidade de energia necessária para elevar em 1 grau Celsius a temperatura de 1 quilograma de água. Mas em 1852 Pierre Favre e Johan Silbermann definiram o mesmo termo como a quantidade necessária para obter esse efeito em 1 grama de água. Ou seja, a primeira unidade era 1 000 vezes a segunda.
Diferentes comunidades adotaram uma ou a outra definição. De modo geral, nutricionistas e a indústria de alimentos adotaram a unidade maior, enquanto que químicos e físicos adotaram a menor. Estes últimos inclusive incluíram a caloria (pequena) como unidade auxiliar de energia no sistema CGS de medidas em 1896; e ela eventualmente incluída no Sistema Internacional de Unidades. Porém, a partir de 1948 ela foi oficialmente excluída deste último, com a recomendação de que a unidade métrica primária (joule) fosse usada em seu lugar. Com isso, o uso da caloria "pequena" por químicos e físicos está diminuindo.
Ainda em 1979, o químico francês Marcellin Berthelot constatou a confusão entre os dois sentidos do termo, e propôs que a unidade maior fosse escrita Calorie, com "C" maiúsculo. Esta convenção foi adotada pelo cientista americano Wilbur Olin Atwater num artigo seminal de 1887 sobre o valor energético de alimentos. Por conta desse artigo, a palavra "Caloria" (símbolo "Cal"), com "C" maiúsculo, é usada em português por vários autores, principalmente dessa área, para essa unidade. Porém, essa convenção não é óbvia, e é incompatível com a regra geral de que os nomes de unidades de medida são sempre escritas em minúsculas. Uma maneira um pouco mais eficaz de evitar a confusão é usar "quilocaloria" (símbolo "kcal") para a unidade maior, segundo proposta de Joseph Raymond em 1894.
Porém, no contexto de nutrição o termo "caloria" continua sendo o mais usado para essa unidade maior. Assim, quando um nutricionista diz que uma pessoa precisa de 2.500 calorias por dia, entende-se que são 2.500.000 calorias (2.500 quilocalorias) dos físicos. Curvando-se ao uso comum, as regras brasileiras para rotulação de alimentos aceitam "caloria" e "quilocaloria" como sinônimos, mas exclusivamente com símbolo "kcal".

### Definições precisas
Segundo as duas definições originais, o calor específico da água seria 1 cal/kg/°C ou 1 cal/g/°C, respectivamente. Porém, com a evolução das técnicas de medida, logo verificou-se que o calor específico da água varia com a temperatura e a pressão. Houve várias propostas de tornar a definição de caloria (pequena) mais precisa, incluindo
- A caloria a 15°C, a quantidade de calor necessária para elevar a temperatura de um grama de água de 14,5 °C para 15,5 °C sob uma pressão padrão; que é aproximadamente 4,1855 J.[4]
- A caloria de vapor, definida originalmente como 1/860 do watt-hora ou 180/43 de um joule, aproximadamente 4,1868 J; redefinida em 1956 como sendo exatamente este valor. É usada na engenharia, por exemplo nas tabelas de vapor.[4]
- A caloria termoquímica, que é exatamente 4,184 J, por definição. Este valor (mais especificamente, 1 kcal = 4.184 kJ) é geralmente adotado em nutrição e áreas afins.[5][3]